# Station Sumizome
Station Sumizome (墨染駅, Sumizome-eki) is een spoorwegstation in de wijk Fushimi-ku in de Japanse stad  Kyoto. Het wordt aangedaan door de Keihan-lijn. Het station heeft twee sporen, gelegen aan twee zijperrons.

## Treindienst

### Keihan-lijn
| 1 | ■ Keihan-lijn | richting Sanjō en Demachiyanagi                            |
| 2 | ■ Keihan-lijn | richting Hirakatashi, Kyōbashi, Yodoyabashi en Nakanoshima |

## Geschiedenis
Het station werd in 1910 geopend. In 1963 werd er een nieuw station gebouwd, wat in 1995 gerenoveerd en vernieuwd werd.   

## Overig openbaar vervoer
Bus 8.

## Stationsomgeving
- Pedagogische Universiteit van Kioto
- Saifuku-tempel
- Bokuzen-tempel
- Daily Yamazaki